# Новичихинский район
Новичи́хинский райо́н — административно-территориальное образование (сельский район) и муниципальное образование (муниципальный район) в  Алтайском крае России.
Административный центр — село Новичиха, расположенное в 251 км от Барнаула.

## География
Район расположен на юго-западе края. Площадь — 3100 км². Рельеф — равнинный. Наивысшая точка района (314 м. над уровнем моря) находится между посёлками Мамонтово и Красноярка.
Климат континентальный, характеризуется коротким летом и малоснежными зимами с метелями. Большое влияние на климат оказывает расположенный в центре района Барнаульский ленточный бор, который снижает скорость ветров, повышает относительную влажность, способствует накоплению снежного покрова и улучшает водный режим. Лесная растительность представлена также небольшими осиново-березовыми с примесью тальника колками.
Средняя температура января −18,8 °C, июля +20 °C. Годовое количество атмосферных осадков — 326 мм.
На территории района расположено 5 относительно крупных озёр (Горькое, Песьяное, Парасково, Долгое, Куличье), крупнейшее из них озеро Горькое, оно же является единственным горько-солёным озером района. Все озёра района находятся в ленточном бору. Постоянных непересыхающих рек на территории района нет.
Почвы — чернозёмы южные. Растительный мир представлен злаковым разнотравьем. В районе растут: сосна, береза, осина, тополь, клён. Дикорастущие пищевые плодово-ягодные растения: шиповник, смородина, черемуха, клубника, малина, калина, земляника. Много разных видов грибов. Дикорастущие лекарственные растения: кровохлебка, горечник, солодка, бессмертник и другие. В связи с этим в районе занимаются сбором дикоросов, что является одной из форм рекреации. Обитают из зверей — лиса, заяц, лось, косуля, белка, колонок; из птиц — гусь. В реках и озёрах можно встретить щуку, карася, чебака, сазана, ерша, окуня.
Имеются месторождения минеральных лечебно-столовых вод, которые занимают значительные площади, но не эксплуатируются.

## История
Образован в 1935 году путём выделения из Поспелихинского района. Входил в состав Западно-Сибирского, с 1937 года — в состав Алтайского края. В 1963 году упразднён, населённые пункты включены в состав Поспелихинского района. В 1966 году создан вновь.

## Население
| 1959    | 1996    | 1997    | 1998    | 1999    | 2000    | 2001    | 2002    | 2003    |
| ------- | ------- | ------- | ------- | ------- | ------- | ------- | ------- | ------- |
| 17 637  | ↘12 700 | ↘12 600 | ↘12 500 | ↘12 400 | ↘12 300 | ↘11 900 | ↘11 700 | ↘11 508 |
| 2004    | 2005    | 2006    | 2007    | 2008    | 2009    | 2010    | 2011    | 2012    |
| ↘11 324 | ↘11 148 | ↘10 963 | ↘10 715 | ↘10 464 | ↘10 233 | ↘9938   | ↘9911   | ↘9793   |
| 2013    | 2014    | 2015    | 2016    | 2017    | 2018    | 2019    | 2020    | 2021    |
| ↘9634   | ↘9514   | ↘9390   | ↘9334   | ↘9210   | ↘9122   | ↘8984   | ↘8865   | ↘7669   |

### Национальный состав[18]
Национальный состав представлен русскими, белорусами, немцами, украинцами, казахами, татарами, чувашами, алтайцами. Всё население района – сельские жители.
| национальность | мужчин | женщин | всего  | %    |
| -------------- | ------ | ------ | ------ | ---- |
| русские        | 5 175  | 5 740  | 10 915 | 94,4 |
| немцы          | 200    | 162    | 362    | 3,1  |
| украинцы       | 57     | 75     | 132    | 1,1  |
| татары         | 15     | 11     | 26     | 0,22 |
| казахи         | 9      | 12     | 21     | 0,18 |
| белорусы       | 10     | 10     | 20     | 0,17 |
| армяне         | 13     | 3      | 16     | 0,14 |
| мордва         | 4      | 8      | 12     | 0,1  |
| итого:         | 5 520  | 6 038  | 11 558 | 100  |

## Административно-муниципальное устройство
Новичихинский район с точки зрения административно-территориального устройства края включает 7 административно-территориальных образований — 7 сельсоветов.
Новичихинский муниципальный район в рамках муниципального устройства включает 7 муниципальных образований со статусом сельских поселений:
| № | Сельское поселение      | Административный центр | Количество населённых пунктов | Население (чел.) | Площадь (км²) |
| - | ----------------------- | ---------------------- | ----------------------------- | ---------------- | ------------- |
| 1 | Долговский сельсовет    | село Долгово           | 2                             | ↘512             | 214,81        |
| 2 | Лобанихинский сельсовет | село Лобаниха          | 3                             | ↘450             | 142,86        |
| 3 | Мельниковский сельсовет | село Мельниково        | 2                             | ↘925             | 282,93        |
| 4 | Новичихинский сельсовет | село Новичиха          | 2                             | ↘3793            | 312,60        |
| 5 | Поломошенский сельсовет | село Поломошное        | 1                             | ↘496             | 277,13        |
| 6 | Солоновский сельсовет   | село Солоновка         | 5                             | ↘1427            | 393,20        |
| 7 | Токарёвский сельсовет   | село Токарёво          | 1                             | ↘677             | 240,35        |

В 2011 году Десятилетский и Павловский сельсоветы объединены с Солоновским сельсоветом.

### Населённые пункты
В Новичихинском районе 16 населённых пунктов:

| Новичиха   | ↘3711 |
| Мельниково | ↗947  |
| Солоновка  | ↘776  |
| Токарёво   | ↘677  |
| Долгово    | ↘549  |
| Поломошное | ↘496  |

| 10 лет Октября  | ↘384 |
| Павловка        | ↗372 |
| Лобаниха        | ↘367 |
| Весёлая Дубрава | ↗139 |
| Ильинский       | ↘135 |
| Мамонтово       | ↗120 |

| Красноярка    | ↘113 |
| Петровский    | ↘92  |
| Невский       | ↘48  |
| Алейниковский | ↗4   |

## Экономика

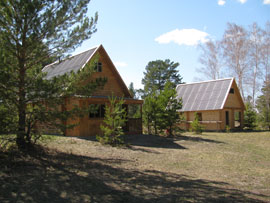
Зона отдыха "Сикачи"

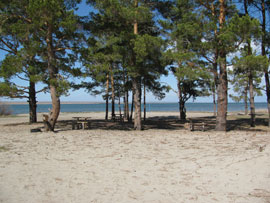
Берег, Озеро Горькое

Основное направление экономики — сельское хозяйство. Развито производство зерна, мяса, молока. На территории района находятся предприятия по переработке сельхозпродукции, ремонтно-строительные организации, лесхоз.

## Транспорт
По территории района проходит автомобильная трасса «Поспелиха — Волчиха».

## Рекреационные ресурсы
В летний период на территории района возможны следующие виды отдыха: гелиотерапия, купание, пешие и велосипедные прогулки. Зимой возможны: катание на лыжах со спуском в овраги, катание на коньках, прогулки по зимнему лесу.
Основными местами отдыха для населения являются озёра Горькое, Песьяное, Парасково и другие. Мелкие озера перспективны как места рыбной ловли и охоты на водоплавающую дичь. Вода в озёрах начинает прогреваться во второй и третьей декадах апреля и постепенно повышается, достигая в июле максимум +19-20 С.
На территории района расположено два памятника природы краевого значения — озёра Горькое и Песьяное с прилегающей территорией.

## Культура и СМИ
В районе издаётся газета «Сельчанка». В райцентре имеется ДК, районная библиотека.

## Люди, связанные с районом
- Антонов, Виктор Васильевич (род. 1951, Мельниково) — врач, депутат Государственной думы V созыва.
- Бубеннов, Михаил Семёнович (1909, Второе Поломошное — 1983, Москва) — русский советский прозаик.
- Иотка, Феодосий Антонович (1913, Мельниково — 1990, Киев) — советский военачальник, Герой Советского Союза.
- Полевой, Борис Петрович (1918—2002) — советский и российский историк, жил и работал в Новичихе в начале 1940-х годов.